# Jack Lidström

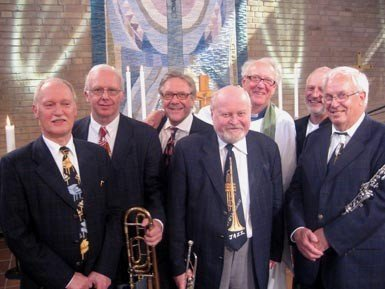
Jack Lidström (fjärde från vänster) tillsammans med resten av The Hep Cats.

Jack Martin Lidström, född 1 maj 1931 i Södertälje, död 16 januari 2016, var en svensk jazzmusiker (trumpet och kornett).
Lidström var ledare för dixielandorkestern Hep Cats som startades 1946 och var stora i Sverige under 40- och 50-talet. År 1949 medverkade hela bandet i filmen Kvinnan som försvann, tillsammans med en stor del av landets jazzelit. År 1984 var han musiker i Staffan Hildebrands film Rosen, och 1996 hade han en stor roll i TV-filmen Blåa toner från Söder. 
Parallellt med musikerkarriären var Lidström på heltid verksam som grundskolelärare. Han är begravd på Skogskyrkogården i Stockholm.